# Kraszowice
Kraszowice (dawniej niem. Kroischwitz) – wieś w Polsce położona w województwie dolnośląskim, w powiecie bolesławieckim, w gminie Bolesławiec, na pograniczu Pogórza Izerskiego i Pogórza Kaczawskiego w Sudetach.
W latach 1945–1954 siedziba gminy Kraszowice. W latach 1954–1972 wieś należała do gromady Kraszowice i była siedzibą jej władz. W latach 1975–1998 miejscowość administracyjnie należała do województwa jeleniogórskiego.

## Historia
Miejscowość została wymieniona jako osobna wieś w łacińskim dokumencie wydanym w 1233 roku we Wrocławiu w zlatynizowanej staropolskiej formie Croswicz. Kolejna wzmianka znajduje się w łacińskim dokumencie z 1250 roku wydanym przez papieża Innocentego IV w Lyonie, gdzie wieś zanotowana została w zlatynizowanej, obecnie używanej, polskiej formie „Crasovice”, a w 1305 jako Crassowitz. Nazwa miejscowości została zgermanizowana na Kroischwitz, w wyniku czego straciła pierwotne brzmienie. Po II wojnie światowej polska administracja przywróciła wcześniejszą nazwę.

## Zabytki
Do wojewódzkiego rejestru zabytków wpisane są:
- zespół kościoła filialnego pw. św. Jadwigi z XVI-XIX wieku:
  - kościół pw. św. Jadwigi, powstały w XIII/XIV w., wzmiankowany w 1376 r., znacznie przebudowany lub wzniesiony na nowo w XVI w.; w 1817 r. uzyskał obecny wygląd. W świątyni dwa ostrołukowe portale kamienne z XV w., kamienna chrzcielnica z XVI w. i epitafium Władysława von Bibrana zm. w 1586[6].
  - cmentarz, nieczynny
  - ogrodzenie z bramką
- ruina renesansowego dworu z 1578 r., przebudowanego w XVIII i XIX w. Dwór został zniszczony w 1945 r.[8]

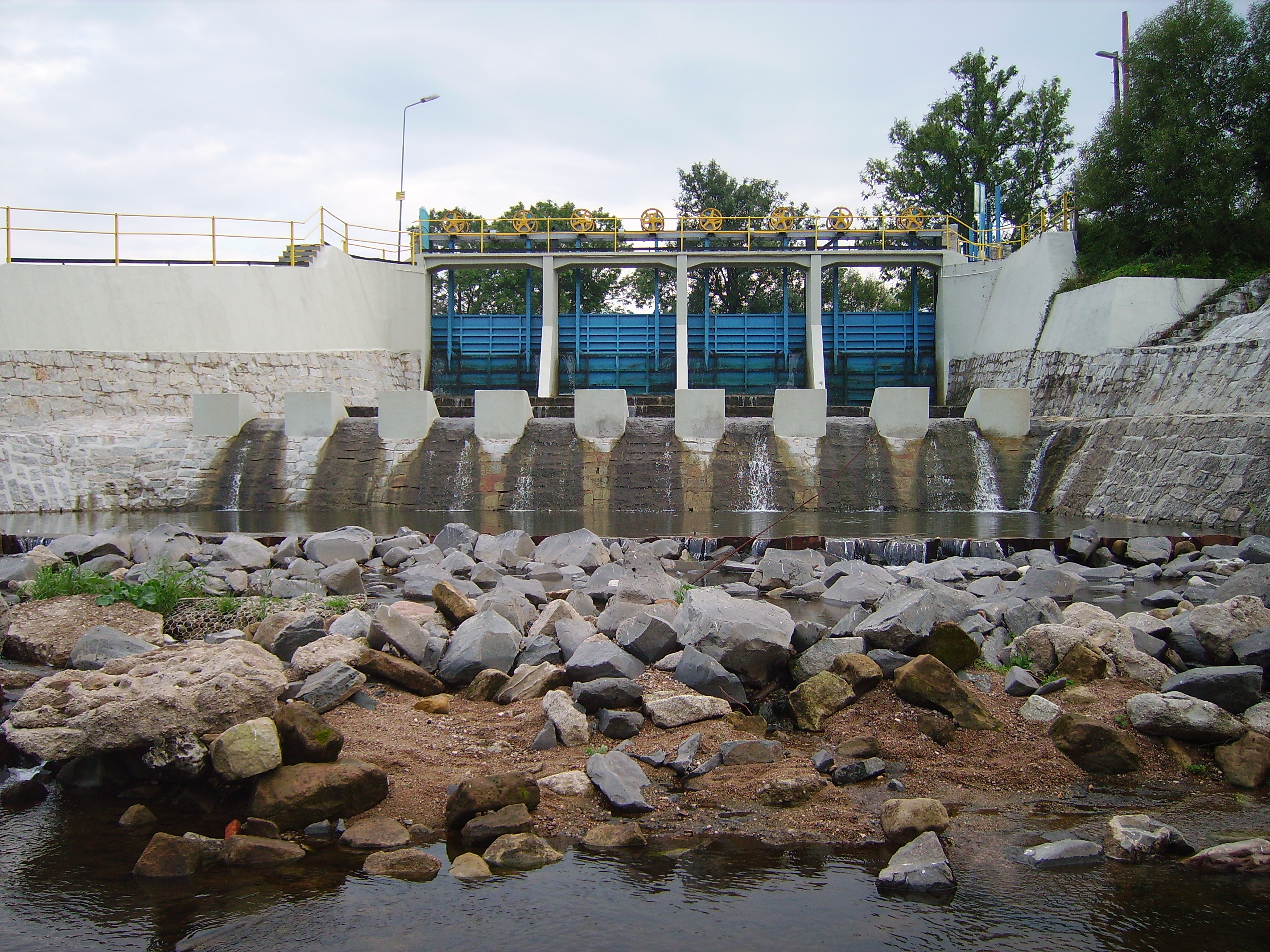
Kraszowice, tama
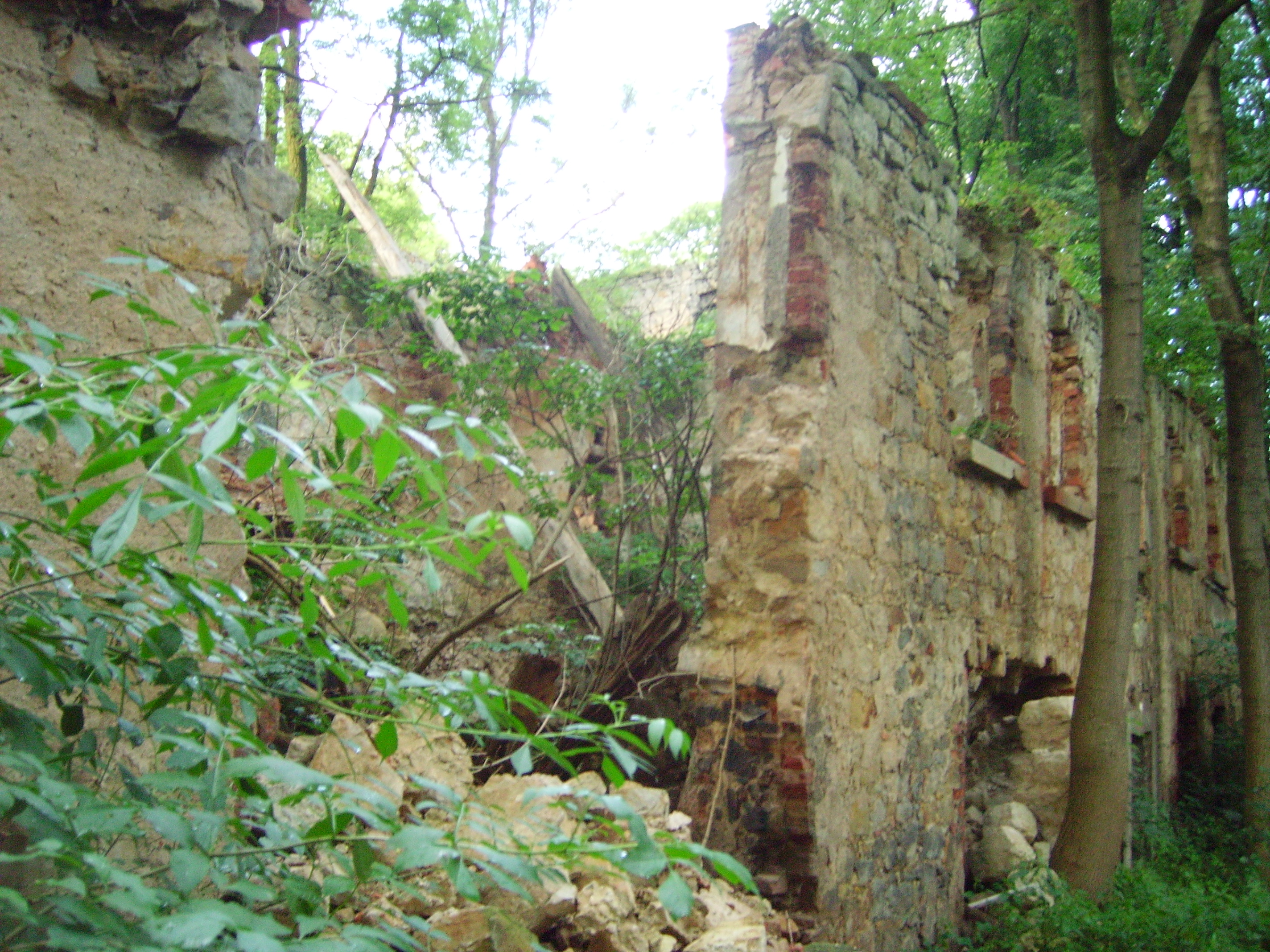
Kraszowice, ruiny dworu